# Buslijn 52 (Schiedam)
Buslijn 52 (voorheen bekend als buslijn 121) is een buslijn in de regio Rotterdam, die wordt geëxploiteerd door de RET. De lijn is een ringlijn door het noorden van Schiedam en rijdt alleen 's avonds na 19:00 uur en op zondagochtend als vervanging van tram 11 die dan niet in exploitatie is omdat tram 1 het vervoer dan alleen af kan.

## Geschiedenis

### Lijn 121
Op 9 december 2012 werd lijn 121 in het leven geroepen in aansluiting op tram 24 omdat een tram op de korte zijtak in deze uren niet rendabel is maar ook ontbreekt een keergelegenheid nabij de splitsing. De route was toen nog Hof van Spaland - Boeier - Harreweg.
Op 2 februari 2013 werd de lijn tot een ringlijn gemaakt.
Met ingang van 10 januari 2022 werd lijn 121 verlengd naar station Schiedam Centrum.

### Lijn 52
Met ingang van 22 augustus 2022 werd lijn 121 hernummerd naar lijn 52.